# Ернст Буш
Ернст Буш (на немски: Ernst Busch) (6 юли 1885 – † 17 юли 1945) е немски фелдмаршал от сухопътните сили на Вермахта, загубил в хода на операцията в района на Витебск и Минск 300 000 души.

## Биография

### Ранен живот и образование
Ернст Буш се ражда на 6 юли 1885 г. в Есен, Щееле в промишлената област Рур в Западна Германия. Получава обичайното за бъдещ офицер образование, през 1904 г. завършва военна академия в Грос-Лихтерфелде и, получавайки първо офицерско звание, постъпва в имперската армия във Вестфалския 13-и пехотен полк в Мюнстер. През 1908 г. му е присвоено званието младши лейтенант в 57-и пехотен полк, а 1913 г., повишен в звание старши лейтенант, е изпратен във военната академия в Касел за продължение на образованието си.

### Първа световна война (1914 – 1918)
Почти цялата Първа световна война Буш прекарва като пехотен командир на Западния фронт. В началото на военните действия е назначен за ротен командир, а през 1919 г. е повишен в чин капитан. Малко след това Буш получава командването на батальон в 56-и пехотен полк. Той взема участие в сраженията при Реймс и Намюр, в сектора Артуа, във Фландрия, при Ла Бас, Аррас, Вердюн и в района на Шампания през 1918 г. За изключителна храброст го награждават с „Pour le Mérite“.

### Междувоенен период
През периода от 1919 до 1932 г. Буш заема различни щабни и командни постове, намирайки се в състава на стохилядната армия, разрешена на Германия след края на Първата световна война. През 1925 г. е назначен за инспектор на транспортни войски на Райхсвера, а през 1930 г., като командир на батальон в 9-и пехотен полк, той получава звание подполковник. След две години Буш получава командването на 9-и пехотен полк в Потсдам.
Скоро след идването на власт на Хитлер той получава звание полковник, а през 1935 г. генерал-майор и длъжността командващ 23-та пехотна дивизия в Потсдам. През 1937 г. става генерал-лейтенант и активно поддържа Хитлер в хода на кризата Бломберг-Фрич. Скоро след това на възраст петдесет и три години (твърде ранна възраст за подобно назначение) Буш заменя Евалд фон Клайст на поста командващ VIII окръг в хода на чистката, провеждана от фон Браухич. Тогава той подкрепя сляпо плановете на Хитлер за нахлуване в Чехословакия, въпреки риска и възраженията от страна на по-високопоставените и опитни офицери.

### Втора световна война (1919 – 1945)

#### Полша (1939)
По време на нахлуването в Полша 8-и корпус на Буш се намира на левия фланг на 14-а армия на ген. Лист в състава на група армии „Юг“. Той овладява Краков, по-нататък се придвижва по дължината на Висла и завършва военната кампания недалеч от Лвов.

#### Франция (1940)
От 22 октомври поема командването на 16-а армия, с която води битки по лефия фланг на Западния форнт във Франция, преди да бъде предислоцирана в Полша. За участието си е издигнат до ранг генерал-полковник и награден с Рицарски кръст (№ 45).

#### Операция „Барбароса“
Участва и в операция „Барбароса“, като на 8 септември 1941 г. неговата 16-а армия превзема Демянск, преди да бъде изпратена край Ленинград. Въпреки контраатаките на Червената армия, войските на Буш удържат линията на фронта от Старая Руса до Осташков. След защитата на тази позиция, той е повишен в звание фелдмаршал.
Командва група армии „Център“ през 1943 и първата половина на 1944 г., но заради катастрофата при съветската операция „Багратион“ е освободен от Хитлер през юли и заменен от фелдмаршал Валтер Модел.
Призован е отново през март 1945 г., когато е назначен за главнокомандващ на група армии „Северозапад“. Заедно с Курт Щудент и неговата 1-ва парашутна армия; Буш има за задача да задържи напредването на войските на фелдмаршал Бърнард Монтгомъри към Германия.

#### Пленяване и смърт
Два месеца по-късно е взет в плен от войските на Монтгомъри, но умира на 17 юли през същата година във военнопленнически лагер Олдършот, Англия.
Погребан е в немското военно гробище Cannock Chase, графство Стафордшър.

## Цитирана Литература